# Ирбис-Алатау (баскетбольный клуб)
Ирбис-Алатау — казахстанский мужской профессиональный баскетбольный клуб из города Алма-Ата. Выступает в Национальной лиге Казахстана. Чемпион сезона 2023/24.

## История
Клуб основан в 2021 году в Алма-Ате. Первый сезон клуба под руководством литовского специалиста Рамунаса Цвирки завершился довольно успешно, по итогам сезона команда заняла итоговое четвёртое место. В сезоне 2023/24 клуб из Алма-Аты впервые в истории завоевал золотые медали Национальной лиги Казахстана, прервав гегемонию «Астаны» и став вторым, после Бк «Отрар», клубом из Алматинской области, выигравшим этот титул.

## Результаты выступлений
| Сезон     | Национальная лига         | Кубок Казахстана                           |
| --------- | ------------------------- | ------------------------------------------ |
| 2021/2022 | Национальная лига 4 место | Кубок Казахстана по баскетболу 2021/2022 - |
| 2022/2023 | Национальная лига 2 место | Кубок Казахстана по баскетболу 2022/2023 - |
| 2023/2024 | Национальная лига Чемпион | Кубок Казахстана по баскетболу 2023/2024 - |

## Достижения
- Чемпионат Казахстана по баскетболу среди мужчин:
- Чемпион:2023/24
- Серебряный призёр:2022/23

## Известные игроки
- Дмитрий Гаврилов